# Cremastus kratochvili
Cremastus kratochvili là một loài tò vò trong họ Ichneumonidae.